# منصوره پیرنیا
منصوره پیرنیا (متولد ۱۳۲۱ تهران) روزنامه‌نگار، نویسنده و برنامه‌ساز تلویزیون ملی ایران است.
وی همسر داریوش پیرنیا است. کتاب‌های خانم وزیر و خاطرات اردشیر زاهدی از جمله تالیفات اوست.

## زندگی‌نامه
مادر وی ایران نوروزیان و پدرش احمد حامدی ایزدی است. او در تهران به دنیا آمده‌است. کار روزنامه‌نگاری را با روزنامه دیواری و سپس بصورت حرفه ای در ستون زنگ مدرسه در مجله اطلاعات بانوان آغاز کرد.
در سال ۱۳۴۳ با داریوش پیرنیا فرزند داود پیرنیا وصلت کرد. در آلمان در رشته فیلم و تلویزیون دانشگاه مونیخ تحصیل کرد و پس از رجعت به ایران برای مجله روشنفکر گزارش تهیه می‌کرد. با حسن ارسنجانی وزیر کشاورزی وقت دربارهٔ اصلاحات ارضی مصاحبه داشت و سپس در رشته روزنامه‌نگاری دانشگاه تهران به تحصیل پرداخت.
همکاری وی تا پیش از انقلاب با نشریات کیهان از جمله زن روز ادامه یافت.

## تالیفات
- دختران ایران سالار زنان جهان: سرگذشت زن ایرانی از آغاز تا به امروز
- سفرنامه شهبانو
- خانم وزیر- خاطرات و دست نوشته‌های فرخ رو پارسای
- روایت خاطرات اردشیر زاهدی فرزند توفان
- شاهنامه پهلوی به روایت تصویر و تاریخ
- کیهان از هیچ تا کهکشان (حکایت کیهان، خاطرات دکتر مصطفی مصباح زاده)
- یادنامه لیلا پهلوی: از آغوش شاه تا بستر سرد خاک